# François Desgrez
François Desgrez est un lieutenant de la compagnie du chevalier du guet de la ville de Paris connu pour avoir été chargé par le lieutenant général La Reynie de l'enquête connue par la suite sous le nom d'affaire des poisons.

## Biographie
Dans le cadre de l'affaire des Poisons, qui a pour conséquence ultime la disgrâce de Madame de Montespan, favorite en titre du roi Louis XIV, François Desgrez procède notamment aux arrestations de la marquise de Brinvilliers, réfugiée dans un couvent près de Liège, et de Catherine Deshayes. 
Il est l'un des symboles de la modernisation de la police française.
Il avait épousé Anne Hugot. Leur fille Marie est inhumée à Paris le 18 juin 1659, paroisse Saint-Eustache. Françoise, sa sœur, épouse à Paris le 5 mars 1691 François de Beauharnais, fils de François IV de Beauharnais, avocat au Parlement et Directeur Général des finances et gabelles du roi à Orléans, et de Françoise Pyvart. Françoise Desgrez est donc mariée au frère du beau-père de Louis Bonaparte, Claude de Beauharnais.
François Desgrez teste chez Me Jérôme Bellanger le 2 février 1702 puis chez Me Romain Fortier le 24 septembre 1703, probablement proche de la mort.

## François Desgrez dans la littérature et au cinéma
Le personnage de François Desgrez apparaît de façon récurrente dans la série de romans historiques Angélique, écrite par Anne Golon, avec l'aide de son époux. Son rôle dans l'arrestation de Mme de Brinvilliers puis dans l'affaire des poisons y est évoqué.
Au cinéma, François Desgrez est interprété par Pierre Mondy dans L'Affaire des poisons d'Henri Decoin (1955). Dans l'adaptation cinématographique des Angélique, il est interprété par l'acteur Jean Rochefort. Il est au cœur du film La Chambre ardente, réalisé par Julien Duvivier en 1962. 